# 延泽民
延泽民（1921年3月22日—1999年2月6日），原名擇良，曾用笔名张树、延泽良、家畔、延家畔、冷怡，陕西绥德人，中国作家、文学评论家。

## 生平
幼时家境贫苦，七岁时其父被地主逼租服毒自尽，随其母到安塞县康家庙村落户。1935年春参加陕北红军，同年加入青年团，第二年加入中国共产党。西安事变后由部队转到地方作青年团工作。
1937年到延长县鲁迅师范学校（徐特立任校长）学习。1938年毕业后到陇东新宁县当小学教员。1939年到陕北神府分区第二区任区官传科长，开始学习写通讯报导。1940年任该区区委书记。此间曾在延安《解放日报》上发表过两篇散文。1942年到延安西北党校学习。1943年至1944年先后在延安中央党校五部、三部教务处工作。1945年到西北局组织部任干事及监委秘书。1946年起先后任映北《群众日报》编辑、记者、陕北区党委宣传部宣传科长等职。
1950年春调到陕西省委，先后任省委宣传部宣传处长、新闻出版处长。1953年任省委宣传部副部长。1954年冬调北京，曾任中央西北地区工作部副处长和中央财贸部政策研究室一级巡视员等职。1956年到黑龙江省委工作，历任省委文教部副部长、宣传部副部长、第二届省委候补委员，兼省文联主席、中国作家协会黑龙江省分会主席、省对外文化协会会长、文学研究所所长、省委文教领导小组成员。1958年参加中国作家协会，为中国文学艺术界联合会委员。1959年作为中国作家代表团成员访问苏联。1964年曾率中国作家代表团赴朝鲜访问。1973年任黑龙江省文化局长、党委书记。后任黑龙江省委宣传部副部长、第四届省委委员、省人大常委，全国文联委员，省文联主席、党组书记、省作协主席，第七屆全國政協委員。1999年去世。

## 作品
主要作品有小说《小红军》（1964年，北方文艺出版社），内收入小说两篇，一篇为《小红军》，另一篇为《红格丹丹的桃花岭》，内容基本上是作者创作的长篇小说的两个章节，描写了第一次国共内战时期陕北地区的革命斗争；电影文学剧本《干里雷声万里闪》 （1958年12月号《电影文学》）和《流水欢歌》（与孙穆合作）；文艺评论集《文艺学谈》（北方文艺出版社）等。